# Chamaeza
Chamaeza é um gênero de aves da família Formicariidae. Muitas espécies recebem o nome popular de tovaca. Tais aves medem cerca de 20 cm de comprimento, possuindo caudas curtas, pernas longas, plumagem dorsal pardo-olivácea e partes inferiores brancas ou amareladas, com estrias escuras. Também são conhecidas pelos nomes de espanta-porco, tegui e téu.

## Espécies
- Chamaeza campanisona (Lichtenstein, 1823) - Tovaca-campainha
- Chamaeza meruloides Vigors, 1825 - Tovaca-cantadora
- Chamaeza nobilis Gould, 1855 - Tovaca-estriada
- Chamaeza ruficauda (Cabanis & Heine, 1859) - Tovaca-de-rabo-vermelho
- Chamaeza mollissima Sclater, 1855
- Chamaeza turdina (Cabanis & Heine, 1859)